# Тайрос-10
Тайрос-10 (англ. TIROS 10, Television and InfraRed Observation Satellite — укр. Супутник телевізійного й інфрачервоного спостереження), інші назви Тайрос-Екс (англ. TIROS-X), Тайрос-ОуТі1 (англ. TIROS-OT1) — американський метеорологічний супутник. Останній апарат серії Тайрос.
Тайрос-10 створювався для випробування вдосконалених можливостей отримання телевізійних зображень хмарного покриву Землі і перевірки системи ТОС (англ. TOS, TIROS Operational System).
За 730 діб роботи апарат передав 79 874 зображення хмарного покриву Землі.

## Опис
Апарат був призмою з вісімнадцятикутною основою з алюмінієвого сплаву і нержавіючої сталі діаметром 107 см, висотою 48 см, масою 130 кг. На зміцнені нижній основі розташовувалась більшість систем. Нагорі розташовувалась антена для прийому наземних команд. В нижній частині діагонально відносно основи розташовувались чотири дипольні антени для передачі телеметрії на частоті 235 МГц. Згори і з боків апарат був вкритий 9200 сонячними елементами розміром 1×2 см, що використовувались для заряджання 21 нікель-кадмієвої батареї. Навколо нижньої основи було змонтовано три пари невеликих твердопаливних двигунів для підтримки швидкості обертання 8—12 обертів на хвилину, що стабілізувало апарат в польоті.
Вісь обертання була зорієнтована з точністю 1-2 градуси завдяки використанню магнітного контролю висоти системи ҐОМАК (англ. QOMAC, Quarter-Orbit Magnetic Attitude Control), для чого навколо зовнішньої поверхні апарата було намотано 250 витків дроту. Взаємодія між індукцією магнітного поля супутника і магнітного поля Землі створювала необхідний крутний момент для орієнтації.
Супутник мав дві телевізійні камери з відиконами діаметром 1,27 см з широким (104°) кутом огляду для фіксації зображень хмарного покриву Землі. Зображення в зонах прийому передавались з використанням системи автоматичної передачі зображень (англ. Automatic Picture Transmission (APT)) на дві приймальні наземні станції, під час несприятливої погоди і поза зонами прийому дані записувались на бортовий плівковий магнітофон для передачі згодом.

## Політ
2 липня 1965 року в 04:07 UTC ракетою-носієм Тор-Дельта-Сі/Дельта-Сі з космодрому Мис Канаверал відбувся запуск апарата Тайрос-10 на майже полярну  ретроградну сонячно-синхронну орбіту, з дрейфуванням на захід приблизно 1 градус щодоби — з такою ж швидкістю і в тому ж напрямку, що й Земля відносно Сонця. Це збільшило тривалість перебування апарата над освітленою Сонцем поверхнею Землі і тим самим зросли тривалість роботи телекамер і періоди використання сонячних елементів.
30 вересня 1965 року припинилась постійна робота телевізійної системи, після цього вона працювала періодично.
31 липня 1966 року супутник було відключено.